# Ludwig Gehre
Ludwig Gehre est un officier allemand de la Seconde Guerre mondiale opposant au nazisme, né le 5 octobre 1895 à Düsseldorf et mort exécuté le 9 avril 1945 au camp de concentration de Flossenbürg.

## Biographie
Ludwig Gehre est officier de carrière au moment de la Première Guerre mondiale. Il quitte l'armée après la guerre et intègre le Freikorps Epp. Cependant il n'adhère pas au parti nazi lors de sa création, en raison de désaccords avec Adolf Hitler ; néanmoins, il garde le contact avec le siège du parti à Munich. Il est proche de Walter Stennes et de Wilhelm Faupel et garde des liens avec les membres de la brigade Ehrhardt, ensuite entrés dans la SS.
À la fin des années 1930, il est capitaine dans l'Abwehr, rattaché à l'Oberkommando der Wehrmacht. En 1938, un premier groupe opposé au régime nazi et à la guerre contre les pays occidentaux se forme autour de Ludwig Beck, Wilhelm Canaris, Hans von Dohnányi, Hans Oster et Dietrich Bonhoeffer ; Ludwig Gehre en fait partie. Le témoignage signalant la participation personnelle de Gehre dans les discussions sur les plans pour un coup d'État en septembre 1938, à la veille des accords de Munich n'est pas probant.
Lorsqu'une opposition militaire se forme en mars 1943 autour du Generalmajor Henning von Tresckow pour un attentat contre Hitler, Gehre s'y associé immédiatement. Helmuth James von Moltke est arrêté en janvier 1944. En mars, la Gestapo arrête Gehre, mais il s'échappe lors de son transfert et entre dans la clandestinité.
Auparavant Claus von Stauffenberg avait demandé à ses complicités d'arrêter tout contact avec Gehre, car ce dernier est recherché. Gehre est mieux informé que Hans von Dohnányi et Hans Oster, il a de nombreux contacts et connaît les lieux de documentation secrète. Gehre passe des appels téléphoniques ; c'est ce qui aurait incité Claus von Stauffenberg à passer à l'acte dans la précipitation.
Après l'attentat du 20 juillet, la traque de Gehre s'intensifie. Cependant il parvient à passer plusieurs semaines auprès de son épouse Hanna et même quelques jours chez Bernhard Lösener. Il se réfugie aussi chez Hans et Otto John. Ludwig Gehre est dénoncé et arrêté dans une villa en ruines. Le 2 novembre, Hanna Gehre est tuée dans l'échange de tirs avec la Gestapo. Ludwig Gehre tente de se suicider par balle mais n'y parvient pas. Blessé grièvement, il n’est pas en état de participer aux interrogatoires qui suivent.
Après la destruction des bâtiments du Reichssicherheitshauptamt le 3 février 1945, Gehre est envoyé avec Bonhoeffer à Buchenwald. Puis il fait partie d'un transport spécial de prisonniers vers le camp de concentration de Flossenbürg le 5 avril. La cour martiale présidée par Otto Thorbeck prononce la peine de mort. Dietrich Bonhoeffer et lui sont pendus simultanément.
Après la guerre, les juges du procès ayant prononcé les sentences contre Bonhoeffer et Gehre sont condamnés à mort : Otto Thorbeck est acquitté après appel auprès de la Cour fédérale.
Le jugement de la cour martiale contre Bonhoeffer est aboli au moyen d’une procédure formelle devant le tribunal de district de Berlin en août 1996.